# RJR Nabisco
RJR Nabisco Inc. est un conglomérat américain formé en 1985 par la fusion des sociétés Nabisco et R.J. Reynolds Industries.

## Historique
RJR nabisco est un conglomérat américain (Une entreprise conglomérale possède des activités dans des domaines fort différents et non liés). Par exemple, elle possédait les marques oreo, sneakers, Camel (cigarette)) qui comptait 140 000 employés. Le pdg était depuis 1986 Ross Johnson.

### OPA de KKR
RJR Nabisco perdra rapidement son indépendance à la fin des années 1980, période à laquelle une rude bataille financière l'amènera à être repris par le fonds d'investissement KKR (Kohlberg, Kravis, Roberts & Co Ltd) pour plus d'une trentaine de milliards de dollars. Cette opération demeure aujourd'hui (en 2005) le plus important rachat avec effet de levier à avoir été finalisé.
Ce fameux épisode boursier donnera d'ailleurs lieu à un livre à succès (Barbarians at the Gate (en)) et à une adaptation cinématographique pour le compte de la chaîne à péage américaine HBO (Les requins de la finance (en)). 
Ces œuvres, qui décrivent essentiellement les manœuvres préparatoires à la transaction boursière, constituent de rares documents, accessibles au plus grand nombre, permettant de s'imaginer, voire de comprendre, le fonctionnement du monde de la finance et de ses fameuses OPA (offre publique d'achat).
Toutefois, la reprise de RJR Nabisco, même si elle a forgé la réputation de KKR, ne s'est pas transformée en un énorme succès financier.
En effet, à la suite de l'évolution de la législation anti-tabac aux États-Unis, le groupe a dû se séparer de ses activités « à risque » en raison du coût que représentaient les innombrables procédures judiciaires lucratives (pour les cabinets d'avocats) et de leur effet dissuasif sur la consommation de cigarettes.

### Scission d'avec les cigarettes
La fabrication et la distribution de cigarettes ont donc été regroupées au sein de la société R.J. Reynolds, qui par le biais d'une scission (spin-off) se retrouvera à nouveau cotée et indépendante en 1999.
La même année, Japan Tobacco racheta les activités non américaines du cigarettier (RJR International) afin de former JTI, l'un des leaders mondiaux du tabac.
Une fois séparée de tous ses liens avec le cigarettier, RJR Nabisco, Inc. se renomma Nabisco Group Holdings et concentra le reste de ses activités sur le secteur agroalimentaire.
Un an après être sorti du tabac, le groupe s'y retrouve à nouveau étroitement lié. En effet, en 2000 Nabisco Group Holdings est racheté par la société américaine Kraft Foods, qui en profite pour devenir numéro deux mondial de l'agroalimentaire (derrière le suisse Nestlé). Kraft Foods est très présent dans le chocolat, le café, les biscuits et le fromage. Kraft Foods est alors une filiale du géant de l'agroalimentaire, et accessoirement numéro un mondial du tabac, Philip Morris Companies, ayant elle aussi changé de nom pour échapper à l'image négative du tabac (sans y renoncer) et se faisant désormais appeler Altria Group.